# Horatius Acquaviva d'Aragona
Horatius Acquaviva d'Aragona (falecido a 13 de junho de 1617) foi um prelado católico romano que serviu como bispo de Caiazzo (1592–1617).

## Biografia
Horatius Acquaviva d'Aragona foi ordenado sacerdote na Ordem Cisterciense. No dia 19 de junho de 1592, foi nomeado bispo de Caiazzo durante o papado de Clemente VIII, onde serviu como bispo até à sua morte no dia 13 de junho de 1617.